# Aminta Granera
Aminta Granera Sacasa, född den 18 september 1952 i León, är chef för den nationella polisen i Nicaragua. Som ung var hon aktiv i den sandinistiska revolutionen som 1979 störtade diktatorn Anastasio Somoza.

## Biografi
Granera studerade sociologi, filosofi och teologi vid  Georgetown University i USA, varefter hon bestämde sig för att bli nunna. Hon var novis hos Assumptionssystrarna i Guatemala City, men avslutade novitiatet 1976 för att delta i den sandinistiska revolutionen mot diktatorn Anastasio Somoza. Som revolutionär deltog hon i den kristna urbana gerillakrigföringen. Efter störtandet av Somoza 1979 blev hon rekryterad av polisen där hon hjälpte till att sätta upp en specialstyrka för att motarbeta våld och andra brott mot kvinnor och barn. Hon arbetade också aktivt mot korruption inom polisväsendet. Den 5 september 2006 utnämndes hon av presidenten Enrique Bolaños till chef för polisen i Nicaragua, och hon började med att byta ut ett antal höga polischefer. År 2011 utnämndes hon som polischef för ytterligare en femårsperiod av president Daniel Ortega. Under sitt chefskap har hon arbetat för att öka antalet kvinnliga poliser, med målsättningen att nå 50 procent. Genom SIDA har Granera och den nicaraguanska polisen haft nära samarbete med den svenska polisen.
Granera är gift med ekonomen Oswaldo Gutiérrez. De har tre barn tillsammans.